# So chai
So chai hay còn gọi sao, chò chai, chò chỉ (danh pháp khoc học: Hopea recopei) là một loài thực vật thuộc họ Dipterocarpaceae. Loài này có ở Campuchia, Lào, Thái Lan, và Việt Nam.